# 安海度亚娜
安海度亚娜（Enheduanna，苏美尔语：𒂗𒃶𒌌𒀭𒈾，也转写为Enheduana，En-hedu-ana或其他变体； ）是生活于公元前23世纪的阿卡德/苏美尔人。她是阿卡德王萨尔贡大帝的女儿，并且作为世界上最早被记录的署名作家而为世人所知。同时她也是女神伊南娜（Inanna）和月神欣（Sin）的高级女祭司，常年居住在苏美尔的乌尔城。
安海度亚娜对苏美尔文学的贡献，包括对伊南娜的几次个人写作和一组被称为“苏美尔神庙赞美诗”的赞美诗。还有一些其他文本也被归到她的名下。这使她成为世界历史上第一位被记录署名的作家。此外，安海度亚娜还参与了创造了古代信徒们一直使用的诗歌与诗篇的范式，也是当代诗歌流派发展的源头。
她是第一个拥有EN头衔的女性，这个头衔具有重要的政治意义，通常由皇室女儿担任。她的父亲萨尔贡大帝将这个头衔赋予她。她的母亲可能是Tashlultum王后。目前尚未确定她是否与萨尔贡有真实的血缘关系或者只是杜撰出来的。但毫无疑问萨尔贡对安海度亚娜保有着极高的信任，并且任命她为苏美尔南部乌尔城里最重要寺庙的大祭司，除此之外，萨尔贡还要求安海度亚娜负责把苏美尔神与阿卡德神的故事合并在一起以便于萨尔贡更好的巩固他的帝国，为帝国带来繁荣。
在她的兄弟瑞穆什统治期间，她参与了某种形式的政治混乱，被驱逐出境，最终回到高级女祭司任上。她的作品“The Inatation of Inanna”和“ninmešara”详述了她被驱逐出乌尔城并最终复职的过程。这与“阿卡德的诅咒”有关安海度亚娜也可能依附过納拉姆辛，因而被恩利爾诅咒和驱逐。在安海度亚娜去世后，她继续被人们铭记为一个重要的人物，甚至可能达到半神圣的地位。